# 오피오이드
오피오이드(opioid) 또는 아편유사제(阿片類似劑)는 마약류의 범주의 일종으로서 아편성 진통제를 말한다. 상표명은 여러가지가 있다. 예전에는 몰핀이 유명했지만, 요즘은 옥시코돈, 하이드로코돈, 하이드로몰폰, 펜타닐, 트라마돌, 메타돈 등이 있다.

## 작용기전
오피오이드는 오피오이드 수용체(opioid receptor)에 작용하여 모르핀 유사 효과를 생성하는 물질이다. 의학적으로 이들은 마취를 포함한 통증 완화에 주로 사용되고있다. 카르펜타닐(Carfentanil)과 같은 매우 강력한 오피오이드는 수 의용으로만 승인되었다.

## 처방
오피오이드는 의사의 처방전이 필요하다. 다르게 말하면, 의사 처방전만 있으면 자유롭게 구매할 수 있는 합법적 마약이다. 미국 병원에서는 큰 수술을 한 환자나 환자가 기존 진통제가 약효가 없다고만 간단히 진술하면 오피오이드를 처방해준다.
CDC에 따르면, 지난 2012년 한 해 동안 1차 의료기관(미국 패밀리 닥터)에 발행된 오피오이드 처방전은 2억 5900만장에 달한다. 이러한 현상은 지난 1999년과 비교해 무려 300%가량 증가한 것이다. 2013년 기준으로 미국에서는 12세 이상에서 오남용 또는 오피오이드에 의존적인 인구가 200만 명이 된다는 보고도 발표했다. 때문에 한해 1만 6000명이 오남용으로 사망하고 있다. 이는 1999년과 비교하면 4배 이상 높은 수치다.

## 약리학
| 약             | 모르핀과 비교 | 비이온화 부분 | 단백질 결합 | 지질 용해도 |
| -------------- | ------------- | ------------- | ----------- | ----------- |
| 모르핀         | 1             | ++            | ++          | ++          |
| 페티딘         | 0.1           | +             | +++         | +++         |
| 하이드로모르폰 | 10            |               | +           | +++         |
| 알펜타닐       | 10–25         | ++++          | ++++        | +++         |
| 펜타닐         | 75–125        | +             | +++         | ++++        |
| 레미펜타닐     | 250           | +++           | +++         | ++          |
| 서펜타닐       | 500–1000      | ++            | ++++        | ++++        |
| 에토르핀       | 1000–3000     |               |             |             |
| 카펜타닐       | 10000         |               |             |             |

## 불법제조
말기암환자의 통증을 줄여주기 위해 사용하는 모르핀이나 펜타닐과 같은 오피오이드계 진통제는 통증을 줄여주기는 하지만 변비, 구토, 약물 의존성 등을 유발하는 단점을 가지고 있다.
미국 동부 지역에서는 수년 전부터 펜타닐 불법 유통으로 수십 명이 숨져 문제로 부각됐다. DEA는 멕시코 범죄조직이 중국에서 아편 계열 펜타닐을 구입한 뒤 다른 마약과 섞어 길거리에서 '효과 좋은 진통제, 환각제'로 판매한다고 전했다.
펜타닐은 마약성 진통제 몰핀(morphine)보다 80~100배 정도, 헤로인보다 50배나 강력한 것으로 알려져 있다.

## 내생성 아편제
내생성 아편제(endogenous opiate)는 동물의 뇌영역에서 생성되는 신경전달물질로 엔도르핀(Endorphins)이 알려져있다.

## 같이 보기
- 오피오이드 위기